# Nodozaury
Nodozaury (Nodosauridae) – rodzina dinozaurów z grupy ankylozaurów.
Były to duże (długość ciała do 7 m, ciężar do ok. 3 t), czworonożne, roślinożerne dinozaury ptasiomiedniczne (Ornithischia). Żyły od środkowej jury do późnej kredy na terenach współczesnych Europy, Ameryki Północnej, Azji, Australii oraz Antarktydy.

## Opis
Dinozaury te miały wygięty grzbiet i tylne kończyny dłuższe od przednich. Ciała wszystkich rodzajów z tej rodziny pokryte były mozaiką kostnych tarczek i płyt. W odróżnieniu od spokrewnionych z nimi ankylozaurów na ogonie nie miały kostnej buławy. Na wysokości barków, po bokach ciała niektórych gatunków znajdowały się kolce.

## Rodzaje
- Acanthopholis
- Animantarx
- Anoplosaurus
- Edmontonia
- Hungarosaurus
- Liaoningosaurus
- Niobrarasaurus
- Nodosaurus
- Palaeoscincus
- Panoplosaurus
- Pawpawsaurus
- Peloroplites
- ?Priconodon
- Priodontognathus
- Sarcolestes
- Sauropelta
- Silvisaurus
- Struthiosaurus
- ?Texasetes
- Zhejiangosaurus